# ASLAV
ASLAV ili punim nazivom Australian Light Armoured Vehicle je australska verzija LAV-25 lakog oklopnog vozila. Proizvodi ga General Dynamics Land Systems. ASLAV je vrlo pokretno, 8x8 kotačno amfibijsko vozilo. Opremljen je klima uređajem, laserskim daljinomjerom, termovizijom i električno pokretanom kupolom u koju je ugrađen 25 mm top. Proizvodi se u inačici oklopnog transportera, zapovjednog vozila, medicinskog vozila, oklopnog vozila za popravke itd.